# ふるさとチョイス (曲)
『ふるさとチョイス』は、日本のシンガーソングライター・吉幾三の68枚目のシングル。2021年11月24日に徳間ジャパンコミュニケーションズからリリースされた。
この楽曲は、ふるさと納税ポータルサイト「ふるさとチョイス」の応援ソングとして制作され、地域とのつながりや感謝の気持ちをテーマにしている。

## 背景
前作『港町挽歌』から約10か月ぶりのリリース。吉幾三らしい温かみのある歌詞と、地域愛を感じさせるメッセージが込められている。歌詞には「お互い様」という言葉が繰り返し登場し、地域間の助け合いや人とのつながりを讃えている。
また、青森ラップ入りバージョンでは吉幾三の地元・青森県への愛情がユニークな形で表現されている。

## 収録曲
1. ふるさとチョイス [3:08]
2. わが故郷へ [3:42]
作詞・作曲：吉幾三 / 編曲：野村豊
3. ふるさとチョイス - Instrumental - [3:08]
4. わが故郷へ　- Instrumental - [3:42]
5. ふるさとチョイス ～青森ラップ入りバージョン～ [3:06]